# 海南千年健
海南千年健（学名：Homalomena hainanensis）是天南星科千年健属的植物，是中国的特有植物。分布于中国大陆的海南省等地，目前尚未由人工引种栽培。
其种加词“hainanensis”意为“海南的”。